# Schwellenmarkt
Als Schwellenmarkt (meist als Anglizismus englisch Emerging Market verwendet) werden im Marketing und in der Volkswirtschaftslehre die Märkte von Schwellenländern oder die Schwellenländer selbst bezeichnet.
Die Weltbank-Tochtergesellschaft Internationale Finanz-Corporation schlug 1981 vor, den negativ konnotierten Begriff „Entwicklungsland“ (englisch less-developed country) durch die Bezeichnung „emerging market“ zu ersetzen. Die Weltbank definiert heute ein solches Schwellenland als Staat, in welchem das Bruttoinlandsprodukt pro Kopf zwischen US$ 1046 und US$ 4095 liegt (englisch lower middle-income economies). Der Begriff „Emerging Markets“ wurde seither von den Ratingagenturen bei ihrem Länderrating übernommen.

## Markt-Klassifizierung
Je nach Marktrisiko lassen sich die Staaten in entwickelte Märkte (englisch developed markets; Industriestaaten), Schwellenmärkte und Grenzmärkte (englisch frontier markets) klassifizieren. Letztere haben eine geringere Marktkapitalisierung und Marktliquidität als die besser entwickelten Schwellenmärkte.
| Markt-Klassifizierung | Marktrisiko                              | Bruttoinlandsprodukt pro Kopf | Verarbeitungsstufen |
| --------------------- | ---------------------------------------- | ----------------------------- | ------------------- |
| Grenzmärkte           | sehr hohes Marktrisiko                   | sehr niedrig                  | keine               |
| Schwellenmärkte       | mittleres Marktrisiko                    | Mittelwerte                   | mindestens eine     |
| entwickelte Märkte    | niedriges bis sehr niedriges Marktrisiko | hoch bis sehr hoch            | alle                |

Das Marktrisiko setzt sich aus schnell veränderlichen Marktdaten wie Preisniveau, Zinsniveau, Kursniveau, Konjunkturrisiken, Länderrisiken, Anfälligkeit für volkswirtschaftliche Schocks, gesetzlichen Auswirkungen wie Verbraucherschutz, Steuern, aber auch Kriege, Naturkatastrophen, politischen Risiken, Umweltveränderungen, demografischen Entwicklungen oder technologischem Fortschritt zusammen und ist höher als in entwickelten Märkten. Verarbeitungsstufen für die Agrarprodukte und Rohstoffe gibt es in Schwellenmärkten nur wenige, so beispielsweise die erste Verarbeitungsstufe bei Agrarprodukten oder bei Rohstoffen. Die Weiterverarbeitung zu Endprodukten erfolgt meist in den importierenden Industriestaaten. 

## Staaten
Es handelt sich bei Schwellenmärkten um schnell entwickelnde Volkswirtschaften mit hohem Wirtschaftswachstum, die sich im Übergang vom Schwellenland zum Industriestaat befinden. Übergang bedeutet der Wandel von einer geschlossenen Volkswirtschaft zu einer offenen. Hierzu gehören in Afrika Südafrika, in Asien der Nahe Osten, Indien, die Tigerstaaten und die Volksrepublik China, in Europa Osteuropa und Russland und in Südamerika Brasilien. Damit sind auch die BRICS-Staaten als Schwellenmärkte erfasst. 
| Staat                        | Bruttoinlands- produkt | Bruttoinlandsprodukt pro Kopf | Jahr |
| ---------------------------- | ---------------------- | ----------------------------- | ---- |
| Volksrepublik China          | 16.862.979             | 12.159                        | 2021 |
| Indien                       | 3.022.061              | 2.234                         | 2019 |
| Brasilien                    | 2.614.027              | 2.573                         | 2011 |
| Russland                     | 2.288.428              | 15.834                        | 2013 |
| Südkorea                     | 1.823.852              | 35.486                        | 2021 |
| Mexiko                       | 1.315.356              | 10.178                        | 2014 |
| Indonesien                   | 1.150.245              | 4.356                         | 2021 |
| Iran                         | 1.081.383              | 13.412                        | 2021 |
| Türkei                       | 957.504                | 11.521                        | 2013 |
| Saudi-Arabien                | 842.588                | 25.859                        | 2021 |
| Taiwan                       | 785.589                | 33.305                        | 2021 |
| Polen                        | 655.332                | 21.546                        | 2021 |
| Argentinien                  | 643.861                | 14.537                        | 2017 |
| Nigeria                      | 568.499                | 2.981                         | 2014 |
| Thailand                     | 546.223                | 8.260                         | 2021 |
| Israel                       | 467.532                | 66.046                        | 2021 |
| Südafrika                    | 458.708                | 8.124                         | 2011 |
| Vereinigte Arabische Emirate | 422.215                | 44.894                        | 2018 |
| Ägypten                      | 396.328                | 4.240                         | 2021 |
| Philippinen                  | 385.737                | 3.676                         | 2021 |
| Kolumbien                    | 382.093                | 7.748                         | 2013 |
| Singapur                     | 378.645                | 66.491                        | 2021 |
| Malaysia                     | 371.114                | 11.740                        | 2021 |
| Vietnam                      | 368.002                | 3.927                         | 2021 |

Die Liste enthält auch Staaten, die nach der Weltbank-Klassifikation ein höheres Bruttoinlandsprodukt pro Kopf aufweisen, weil auch die Staaten mit höheren Marktrisiken erwähnt werden. Kleinstaaten oder Stadtstaaten wie Singapur besitzen im Regelfall höhere pro-Kopf-Zahlen als Flächenstaaten wie Brasilien. Der MSCI Emerging Markets-Aktienindex begann 1988 mit zehn und umfasst nun 24 Länder. Der MSCI Frontier Index enthält derzeit 29 Staaten als Grenzmärkte.

## Wirtschaftliche Aspekte
Es handelt sich bei Schwellenmärkten um Staaten oder Wirtschaftsräume, die sich auf der Schwelle zum Industriestaat befinden. Schwellenmärkte können zu Wachstums- oder Zukunftsmärkten avancieren, auch ihr Wandel zum Status des Industriestaates ist möglich (bei Südkorea). Es besteht häufig ein geringes Niveau der Marktregulierung, die Volatilität der Marktpreise und Börsenkurse ist dort überdurchschnittlich hoch. Ihre Industrialisierung macht Fortschritte, gleichzeitig wächst der Dienstleistungssektor, es vollzieht sich in der Wirtschaftsstruktur eine Wandlung vom Agrarstaat zum Industriestaat. Zwar kann es immer wieder zu politischen Spannungen und Engpässen in der Versorgung kommen, doch steigt die Lebenserwartung der Bevölkerung sukzessive an, zudem verstärkt eine wachsende Mittelschicht den  Konsum. Eine steigende nationale Kaufkraft stabilisiert die Binnenmärkte, ein Technologietransfer durch Direktinvestitionen aus Industriestaaten kann zur Verbesserung der Terms of Trade in Schwellenländern beitragen. Für Gläubiger, Investoren oder Kontrahenten ist das Länderrisiko in Schwellenländern und in deren Schwellenmärkten groß, da Verstaatlichung oder indirekte Enteignung – im Gegensatz zu Investitionen in Ländern der OSZE – als hoch eingestuft wird. Diesem Risiko stehen hohe Gewinnchancen gegenüber.